# Ismael Ignacio Fuentes Castro
Ismael Ignacio Fuentes Castro (4 d'agost de 1981) és un futbolista xilè.

## Selecció de Xile
Va formar part de l'equip xilè a la Copa del Món de 2010. Començà la seva carrera a Rangers el 2001. Destacà a clubs mexicans com Chiapas FC.